# Aphilopota angolaria
Aphilopota angolaria là một loài bướm đêm trong họ Geometridae.